# セント・ジャスティニアン
セント・ジャスティニアン（英: St Justinian〈St Justinian's〉）は、ウェールズのペンブルックシャーの最北西部にあるセント・デイヴィッズと大聖堂からのコミュニティ (community)、セント・デイヴィッズ・アンド・カテドラル・クローズの沿岸の位置にある地域を指す。

## 名称
この地域は、聖デイヴィッドと同じ時代にいた6-7世紀の修道士であるラムジー島の聖ユスティニアンにちなんで名付けられた。伝説によれば、ユスティニアンは斬首により殺され、彼のその頭蓋骨は奇跡の特性を持ったといわれる。
セント・ジャスティニアンは、Sct. Stenans として1578年のペンブルックシャーの教区地図に標示されている。

## 地理
セント・ジャスティニアンが形成される湾は、Porthstinianとして知られている。この小さな港湾となる Porthstinan には、今日のセント・デイヴィッズ救命艇基地の施設、旧救命艇基地と当初の基地の2つの施設、それに1軒の家屋がある。港はラムジー島に渡るボート、カヤック、モーターボートの乗り場に使用されている。また、ペンブルックシャー・コースト・パスにおいてよく知られるアクセス・ポイントの1つでもある。

## 指定建造物

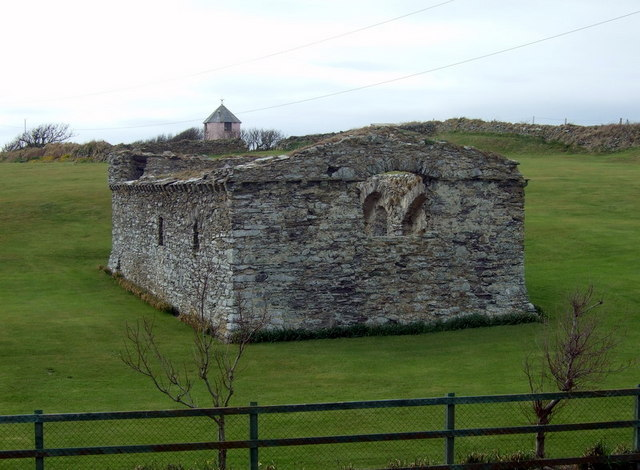
聖ユスティニアン礼拝堂の遺構

聖ユスティニアン礼拝堂の遺構は、イギリス指定建造物1級 (Grade I) として1963年3月1日に指定されている。また、19世紀の石造の囲いのある古代の泉とされる聖ユスティニアンの井戸 (‘St Justinian’s Well’)、20世紀初頭（1909年）の監視塔 (‘Watch Tower to NW. Of St. Justinian’s’)のほか、セント・デイヴィッズ救命艇基地の1870年代の古い救命艇庫 (‘Old Lifeboat House’)および1911年の救命艇庫 (‘Lifeboat House’)のそれぞれすべてが指定建造物2級 (Grade II) として1992年7月28日に指定されている。